# Bies (kleding)
Bies is een smalle, vaak decoratieve strook stof die op of langs de rand van een kledingstuk wordt genaaid. Een bies kan dienen om naden te versterken, randen af te werken of om als decoratie te functioneren. Biezen worden zowel in de mode als in de kleermakerij toegepast en komen voor in zowel industriële confectie als handgemaakt textielwerk.

## Toepassingen
Een bies kan verschillende functies hebben:
- Versteviging van naden, bijvoorbeeld bij broeken, jassen of revers
- Afwerking van halslijnen, mouwen of zomen
- Visuele decoratie in bijvoorbeeld sportkleding, uniformen of couture
- Toevoeging van een contrasterend detail aan het ontwerp

## Materialen
Biezen worden meestal gemaakt van katoen, polyester, satijn of andere geweven stoffen. Ze kunnen bestaan uit dezelfde stof als het kledingstuk of juist uit een afwijkende stof voor contrast. In de confectie-industrie worden biezen vaak aangebracht met behulp van een naaimachine met een biasbandvoet.

## Variaties
Er bestaan verschillende soorten biezen, waaronder:
- Paspelbies: Een bies met een koordje erin verwerkt voor een driedimensionaal effect
- Dubbele bies: Twee parallel aangebrachte biezen voor extra nadruk
- Elastische bies: Veel gebruikt in sportkleding en ondergoed

## In andere contexten
De term bies wordt ook gebruikt in meubelstoffering en textieldesign, waar het dezelfde afwerkende of decoratieve functie heeft als in kleding.